# Budapester Gambit
|   | a | b | c | d | e | f | g | h |   |
| 8 |   |   |   |   |   |   |   |   | 8 |
| 7 |   |   |   |   |   |   |   |   | 7 |
| 6 |   |   |   |   |   |   |   |   | 6 |
| 5 |   |   |   |   |   |   |   |   | 5 |
| 4 |   |   |   |   |   |   |   |   | 4 |
| 3 |   |   |   |   |   |   |   |   | 3 |
| 2 |   |   |   |   |   |   |   |   | 2 |
| 1 |   |   |   |   |   |   |   |   | 1 |
|   | a | b | c | d | e | f | g | h |   |

Das Budapester Gambit nach 2. … e7–e5
Beim Budapester Gambit handelt es sich um eine Eröffnung des Schachspiels. Das Budapester Gambit zählt zu den Geschlossenen Spielen und geht aus der Indischen Verteidigung hervor. 

## Zugfolge
Es beginnt mit folgenden Zügen:
1. d2–d4 Sg8–f6 2. c2–c4 e7–e5 3. d4xe5 Sf6–g4
Setzt Schwarz statt 3. … Sf6–g4 mit 3. … Sf6–e4 fort, entsteht das Fajarowicz-Gambit, das von einigen Autoren als Untervariante des Budapester Gambits angesehen wird. Die Eröffnungstheorie klassifiziert das Gambit unter den ECO-Codes A51 und A52.
Nach 1. d4 Sf6 2. c4 e5 hat Schwarz Entwicklungsvorsprung. Zudem hat Weiß mit 2. c4 seine schwarzen Felder geschwächt, was durch den relativ häufigen Abtausch der schwarzfeldrigen Läufer noch verstärkt wird. Das Budapester Gambit wird relativ selten gespielt, da Weiß die Möglichkeit hat, ohne Risiko einen kleinen, aber dauerhaften Vorteil zu erlangen, indem er den Mehrbauern zurückgibt. Versucht er jedoch, den Bauern zu halten, muss er sich allerdings auf eine scharfe Partie einstellen.
Die Hauptvarianten sind:
- 4. Lc1–f4 Sb8–c6 5. Sg1–f3 Lf8–b4+ 6. Sb1–d2 Dd8–e7 7. e2–e3[1] (Karpow)
- 4. e2–e4 (Aljechin)
- 4. Lc1–f4 Sb8–c6 5. Sg1–f3 Lf8–b4+ 6. Sb1–c3 Dd8–e7 7. Dd1–d5 (versucht den Bauern zu behaupten)
- 4. Sg1–f3 Lf8–c5 5. e2–e3 Sb8–c6 Die Absicherung des Lc5 nach 6. a3 a5 ermöglicht ein späteres Manöver des schwarzen Damenturms über a6

Ein Manöver des schwarzen Damenturms im System 4. Sf3 Lc5 5. e3

Mit 2. Sg1–f3 (und später c2–c4) kann Weiß das Budapester Gambit zwar vermeiden, legt aber damit andererseits seinen Königsspringer auf das Entwicklungsfeld f3 fest.

## Geschichte
Erstmals wandte Géza Maróczy das Budapester Gambit in einer Meisterpartie 1898 an: In Budapest gewann er gegen Adler mit Schwarz im 19. Zug. 1907 verlor Adolf Albin in Wien gegen Perlis, 1911 gewann Krejcik in Wien nach 17 Zügen.
Als Geburtsstunde dieser Eröffnung gilt jedoch das Turnier in Budapest 1916, als Gyula Breyer gegen Johannes Esser im 31. Zug gewann.
In der Folge wandten selbst die seinerzeit stärksten Spieler, etwa Milan Vidmar, Jacques Mieses, Carl Schlechter, Richard Réti, Max Euwe, Savielly Tartakower und Alexander Aljechin, das Gambit erfolgreich an.
Das Fajarowicz-Gambit (3. … Se4) fand erst nach der Partie Herman Steiner – Sammi Fajarowicz (Wiesbaden 1928) Beachtung.